# 安蒂洛普鎮區 (內布拉斯加州富蘭克林縣)
安蒂洛普鎮區（英語：Antelope Township）是位於美國內布拉斯加州富蘭克林縣的一個行政鎮區。

## 地方資料
安蒂洛普鎮區的面積為92.87平方千米，皆為陸地。根據2020年美國人口普查的數據，當地共有人口212人，而人口密度為每平方千米2.28人。